# گیل‌گیل‌چای
گیل‌گیل‌چای (به ترکی آذربایجانی: Gilgilçay) یک منطقه مسکونی در جمهوری آذربایجان است که در شهرستان سیاه‌زن واقع شده‌است. گیل‌گیل‌چای ۹۵۹ نفر جمعیت دارد.